# Maliattha inaequifascia
Maliattha inaequifascia là một loài bướm đêm trong họ Noctuidae.